# Limnaecia leucomita
Limnaecia leucomita là một loài bướm đêm thuộc họ Cosmopterigidae. Nó được tìm thấy ở Úc.